# Sybra triangulifera
Sybra triangulifera là một loài bọ cánh cứng trong họ Cerambycidae.